# كريس كول (متزلج لوحي)
كريس كول (بالإنجليزية: Chris Cole)‏ هو متزلج لوحي أمريكي، ولد في 10 مارس 1982 في ستيتسفيل في الولايات المتحدة.

## وصلات خارجية
- كريس كول على موقع ألعاب إكس (مؤرشف) (الإنجليزية)
- الموقع الرسمي
- كريس كول على موقع IMDb (الإنجليزية)
- كريس كول على موقع قاعدة بيانات الفيلم (الإنجليزية)